# Aloe irafensis
Aloe irafensis ist eine Pflanzenart der Gattung der Aloen in der Unterfamilie der Affodillgewächse (Asphodeloideae). Das Artepitheton irafensis verweist auf das Vorkommen der Art auf dem Jabal Iraf in Jemen.

## Beschreibung

### Vegetative Merkmale
Aloe irafensis wächst stammbildend und verzweigt spärlich von der Basis aus. Die niederliegenden Stämme erreichen eine Länge von bis zu 100 Zentimeter. Die zehn bis 16 horizontal ausgebreiteten, abwärts gebogenen, schmal riemenförmigen Laubblätter sind zweizeilig angeordnet. Ihre schwärzlich grüne oder dunkel jadegrüne Blattspreite ist 20 Zentimeter lang und 3 bis 3,5 Zentimeter breit. Gelegentlich ist sie mit zahlreichen weißen Flecken besetzt. Die Blattspitze ist spitz, die Blattoberfläche rau. Der Blattrand ist unbewehrt. Sehr selten sind kleine weiße Zähne vorhanden. Der Blattsaft ist grünlich gelb. Er trocknet bräunlich gelb.

### Blütenstände und Blüten
Der Blütenstand besteht aus drei bis neun weit ausgebreiteten Zweigen und erreicht eine Länge von bis zu 45 Zentimeter. Die schiefen oder fast aufrechten, lockeren Trauben bestehen aus einseitswendigen Blüten. Die eiförmigen, spitzen Brakteen weisen eine Länge von 3 bis 7 Millimeter auf und sind 1,5 bis 3 Millimeter breit. Die trüb roten, wachsig schimmernden Blüten sind an ihrer Mündung gelblich grün und stehen an 7 Millimeter langen Blütenstielen. Die Blüten sind 20 Millimeter lang. Auf Höhe des Fruchtknotens weisen die Blüten einen Durchmesser von 4 Millimeter auf. Ihre äußeren Perigonblätter sind auf einer Länge von 5 Millimetern nicht miteinander verwachsen. Die Staubblätter und der Griffel ragen 3 bis 3,5 Millimeter aus der Blüte heraus.

## Systematik und Verbreitung
Aloe irafensis ist in Jemen in Wäldern aus Juniperus excelsa in Höhen von etwa 1200 bis 1250 Metern verbreitet. 
Die Erstbeschreibung durch John Jacob Lavranos, Thomas A. McCoy und Abdul Nasser Al-Gifri wurde 2004 veröffentlicht, war jedoch nicht gültig. Eine Validierung der Beschreibung erfolgte 2008.

## Nachweise